# 大成町 (さいたま市)
大成町（おおなりちょう）は、埼玉県さいたま市の町名。現行行政地名は大成町一丁目から大成町四丁目。このうち一丁目から三丁目までが大宮区に属し、四丁目が北区に属する。いずれも住居表示未実施地区。郵便番号は330-0852（一丁目 - 三丁目）・331-0815（四丁目）。本項では、大成町の前身で現在も残存する北区の大字大成（おおなり）と、その前身である大成村（おおなりむら）についても記す。

## 地理
さいたま市中北部の大宮台地上に位置する。町域の西端を切敷川が流れる。北区宮原町・東大成町・櫛引町・日進町、大宮区錦町・桜木町・櫛引町と隣接する。鉄道博物館駅や鉄道博物館が大成町三丁目に置かれている。地内は市街化区域で主に住宅地（第一種住居地域）であるが、北部には生産緑地地区の農地も見られる。

### 地価
住宅地の地価は、2015年（平成27年）1月1日の公示地価によれば、大宮区大成町一丁目282番2外の地点で23万6000円/m2、北区大成町四丁目580番4の地点で13万7000円/m2となっている。

## 歴史
もとは江戸期より存在した武蔵国足立郡大宮領に属する大成村で、古くは高鼻荘・金子荘に属していた。村高は正保年間の『武蔵国田園簿』では500石（田155石余、畑344石余）、『元禄郷帳』では578石余、『天保郷帳』では578石余であった。助郷は中山道大宮宿に出役していたが、正徳・安永年間は日光御成街道大門宿にも出役していた。村の規模は不明で、村域は上・中・下の3組に分けられていたが、行政上では上大成・下大成に二分されていた。化政期の戸数は180軒であった。
- 初めは幕府領、なお村内に当たる領域は1600年（慶長5年）より知行は旗本小栗氏とあるが[7]、1673年（延宝元年）より幕府領となる[7]。なお、検地は1632年（寛永9年）に実施[8]。
- 1768年（明和5年）より村域の大半の知行は旗本小栗氏となり、残りが寛文年間より知行は旗本牧野氏の相給となる[7]。
- 1828年（文政11年）より大宮宿寄場55か村組合に所属[7]
- 幕末の時点では足立郡に属し、明治初年の『旧高旧領取調帳』の記載によると、牧野助十郎の知行、および普門院領であった[9]。
- 1868年（慶応4年）6月19日 - 武蔵知県事・山田政則（忍藩士）の管轄となる。
- 1869年（明治2年） 
  - 1月13日 - 武蔵知県事・宮原忠英の管轄区域に大宮県を設置、同県の管轄となる。県庁は東京府馬喰町に置かれる。
  - 9月29日 - 県庁が浦和に置かれ浦和県に改称。
  - 12月2日 - 旗本領が上知され、浦和県の管轄となる（府藩県三治制も参照）。
- 1871年（明治4年）11月13日 - 第1次府県統合により埼玉県の管轄となる。
- 1879年（明治12年）3月17日 - 郡区町村編制法により成立した北足立郡に属す。郡役所は浦和宿に設置。
- 1883年（明治16年）7月28日 - 地内に日本鉄道の第一区線（現・高崎線）が敷設され開業する。
- 1889年（明治22年）4月1日 - 町村制施行に伴い、大成村・上内野村・西内野村・櫛引村・西谷村・上加村・下加村が合併し、日進村が成立[7][10]。日進村の大字大成となる。
- 1940年（昭和15年）11月3日 - 北足立郡大宮町・三橋村・日進村・宮原村・大砂土村が合併し、大宮市が成立[11]。大宮市の大字となる。
- 1944年（昭和19年）3月 - 大宮市立日進尋常高等小学校分教場（現・さいたま市立日進小学校）から独立して大宮市立大成国民学校（現・さいたま市立大成小学校）が創設される[12]。
- 1947年（昭和22年）
  - 4月1日 - 地内に大宮市立第四中学校（現・さいたま市立大成中学校）が創設される。
  - 9月1日 - 地内に「大成公民館」が開設される[13]。
- 1949年（昭和24年）3月31日 - 地内に「大成幼稚園」および「普門院幼稚園」が開園する[14]。
- 1956年（昭和31年）
  - 11月1日 - 町名地番変更により、大字大宮・大字土手宿・大字中小村田・大字大成の各一部から桜木町二丁目・三丁目が成立[7][15]。
  - 9月3日 - 地内に大宮市立東大成小学校（現・さいたま市立東大成小学校）が大宮市立植竹小学校（現・さいたま市立植竹小学校）内の仮校舎より移転し、開校式および落成式が挙行される。
- 1957年（昭和32年）
  - 7月10日 - 町名地番変更により、大字大成の一部から大成町一丁目 - 四丁目が成立[16]。
  - 11月1日 - 町名地番変更により、大字大成の一部から東大成町一丁目・二丁目が成立[7][17]。これにより、大宮市立東大成小学校の所在地が東大成町に変更され、大成町から外れる。
- 1958年（昭和33年）7月10日 - 町名地番変更により、大字櫛引および大字大成の各一部と大字下加の全域から櫛引町一丁目が成立。また、大字大成・大字上加の各一部から日進町二丁目が成立[15][17][7]。
- 1983年（昭和58年）12月22日 - 埼玉新都市交通ニューシャトルが開業し、地内に大成駅（現・鉄道博物館駅）が開業する。
- 2001年（平成13年）5月1日 - 浦和市・大宮市・与野市が合併し、さいたま市が発足。大成町一丁目 - 四丁目は同市の町名となり、大字大成は同市の大字となる。
- 2003年（平成15年）4月1日 - さいたま市が政令指定都市に移行。大成町一丁目 - 三丁目は同市大宮区の町名となり、大成町四丁目は同市北区の町名となる。また、大字大成は同市北区の大字となる。
- 2005年（平成17年）
  - 3月31日 - 大成町四丁目の一部を事業区域に含む日進東土地区画整理事業の都市計画決定が告示される[18]。
  - 12月5日 - 日進東土地区画整理事業の事業計画決定が告示される[18]。
- 2007年（平成19年）10月14日 - 地内に鉄道博物館が開館する。
- 2008年（平成20年）11月22日 - 日進東土地区画整理事業の換地処分が前日に行われた[18]ことに伴い、町名地番変更が行われ[19]、大成町四丁目の一部で地番が変更されるとともに、一部が宮原町三丁目に編入される[20]。また、日進町二丁目および宮原町三丁目の各一部が大成町四丁目に編入される[20]。

### 地名の由来
地名の「大成」は、曹洞宗の仏教寺院「普門院」を開いた僧侶である金子大成（かねこ おおなり）からとられたものとされている。他にも当地が切敷川のそばの広くて緩い傾斜地が起源の「オオナル」からとられたものとも云われている。

## 世帯数と人口
2017年（平成29年）9月1日現在の世帯数と人口は以下の通りである。
| 区        | 丁目         | 世帯数    | 人口     |
| --------- | ------------ | --------- | -------- |
| 大宮区    | 大成町一丁目 | 2,061世帯 | 4,326人  |
| 大宮区    | 大成町二丁目 | 1,321世帯 | 2,769人  |
| 大宮区    | 大成町三丁目 | 2,043世帯 | 4,386人  |
| 大宮区 計 | 大宮区 計    | 5,425世帯 | 11,481人 |
| 北区      | 大成町四丁目 | 2,608世帯 | 6,089人  |
| 北区 計   | 北区 計      | 2,608世帯 | 6,089人  |
| 計        | 計           | 8,033世帯 | 17,570人 |

## 小・中学校の学区
市立小・中学校に通う場合、学区（校区）は以下の通りとなる。
| 丁目         | 番地        | 小学校                   | 中学校                 |
| ------------ | ----------- | ------------------------ | ---------------------- |
| 大成町一丁目 | 全域        | さいたま市立大成小学校   | さいたま市立大成中学校 |
| 大成町二丁目 | 全域        | さいたま市立大成小学校   | さいたま市立大成中学校 |
| 大成町三丁目 | 全域        | さいたま市立大成小学校   | さいたま市立大成中学校 |
| 大成町四丁目 | 1 - 629番地 | さいたま市立日進小学校   | さいたま市立日進中学校 |
| 大成町四丁目 | その他      | さいたま市立つばさ小学校 | さいたま市立日進中学校 |

## 交通
鉄道

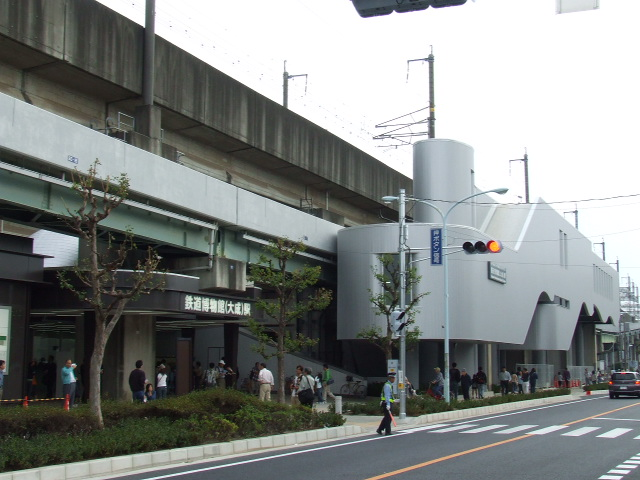
鉄道博物館駅

- 埼玉新都市交通ニューシャトル - 鉄道博物館（大成）駅

### 道路
- 国道17号
  - 大成跨線橋
- 埼玉県道2号さいたま春日部線 - 南端でかすめる
- 埼玉県道216号上野さいたま線
- 三橋公園通り

## 地域

### 寺社・史跡
- 八幡神社（一丁目）
- 日明院（一丁目）
- 普門院（二丁目）
- 普賢堂（二丁目）
- 八雲神社（三丁目）
- 躑躅山稲荷神社（四丁目）
- 光福寺（四丁目）
- 普門院観音堂（四丁目）

### 公園・緑地
一丁目
- 大成一丁目南公園
- 大成一丁目西公園
- 大成前原公園

二丁目
- 大成二丁目公園
- 大成二丁目南公園
- 精進場第二公園

三丁目
- 大成三丁目公園
- 大成神明公園
- 精進場公園

四丁目
- 大成四丁目公園
- 大成四丁目北公園
- 大成四丁目南公園
- 大成四丁目西公園
- 稲荷第二公園
- 北在家公園

### 施設
一丁目
- ハローワーク大宮
- 東京電力大宮変電所
- 大成一丁目八幡自治会館
- 山形銀行大宮支店

二丁目
- さいたま市立大成小学校
- さいたま市立大成中学校
- 大成幼稚園
- 普門院幼稚園
- 大宮大成郵便局
- 大成公民館
- 大成二丁目自治会館
- 城北信用金庫大宮支店

三丁目
- 鉄道博物館
- 大成三丁目八雲自治会館
- 武蔵野銀行本店営業部

四丁目
- 県営大宮稲荷下団地
- 大成四丁目自治会館